# Alexander Gibson (homme politique)
Pour les articles homonymes, voir Alexander Gibson et Gibson.
Alexander Gibson (né le 15 décembre 1852 à Fredericton et mort le 19 avril 1920) était un homme d'affaires et un homme politique canadien qui fut député du Nouveau-Brunswick.

## Biographie
Sa carrière politique commence le 18 février 1899 lorsqu'il est élu député à l'Assemblée législative du Nouveau-Brunswick. Il se présente ensuite au fédéral et est élu le 7 novembre 1900 député de la circonscription de York sous la bannière libérale. L'élection est toutefois annulée le 11 juin 1901 mais il est réélu le 28 décembre 1901 puis battu par Oswald Smith Crocket en 1904.